# 李佳 (香港)
李佳（英語：Miranda Lee，1978年7月3日—），香港女歌手，是2022年香港無綫電視歌唱選秀節目《中年好聲音》亞軍。2023年簽約香港無綫電視。

## 簡歷
李佳出生於上海，自小在家人熏陶下熱愛歌唱和表演，並立志當歌手。三歲參加上海電視台表演班，五歲成為上海滬劇團特邀演員參與舞台演出。初中起接受聲樂培訓，參加不同類型歌唱比賽，並多次取得優異成績。 
2000年正式加入演唱事業，入行初期以流行樂為主，2004年起開始演繹以波薩諾瓦（Bossa Nova）為主的拉丁爵士樂，2006年加入MANDARINA CHINA BAND，並擔任主唱，成為世界第一支將拉丁音樂和中國流行音樂結合的世界級樂隊，在南美及中國地區舉辦多次巡迴音樂演唱會。Miranda將歌曲情感演繹極致，聽眾不自主地被感動，曾被《Shanghai  Daily》及《Shanghai Weekly》譽為「與生俱來的歌者」及形容她為「非常成熟和渾厚的音質而驚人的存在」。
2009年，跟隨丈夫移居倫敦，專心相夫教子。2016年舉家來港，隨即參加了多個香港大型公開比賽，均獲殊榮。李佳決意再續歌唱事業，並於2018年開始執教，2019年9月創辦Mirandalee’s Studio，將自己多年的演出經驗和音樂心得傳授給大眾，並致力培育新一代歌手。 同年於香港舉辦第一場個人演唱會。 2022年10月參加《中年好聲音》獲亞軍；2023年簽約香港TVB無線電視。簽約後演出機會不斷，除參與TVB節目外，她亦深受其他歌手賞識，多次被獲邀參與多個演唱會作演唱嘉賓，更在兩年內兩度到訪北美洲演唱。 2025年3月底圓滿完成入行後首個個人爵士演唱會。

## 歌曲
- 2020年： 《Losing my voice》（原創歌曲）
- 2022年： 《心魔》（原創歌曲）
- 2023年：《我們的名字》（與第一屆《中年好聲音》26強參賽者合唱）
- 2023年：《活出信念》（特區救援隊致敬歌曲）
- 2023年：《不再猶豫》（與第一屆《中年好聲音》12強參賽者合唱）
- 2023年：《倆忘煙水裡》（與羅啟豪合唱，無綫外購劇《天龍八部》(2021) 香港版片尾曲）
- 2024年：《心竅》（翻唱馬浚偉歌曲）
- 2024年：《笑傲江湖》（與葉振棠合唱，收錄於《葉振棠80》專輯）
- 2024年：《無界》 （與TVB群星合唱 TVB 2024巴黎奧運主題曲）
- 2024年：《再找一天忘記你》（入行後首支個人單曲）(於《香港唱片店日2025》推出限定版黑膠唱片)

## 派台歌曲成績
| 派台歌曲成績（五台） | 派台歌曲成績（五台） | 派台歌曲成績（五台） | 派台歌曲成績（五台） | 派台歌曲成績（五台） | 派台歌曲成績（五台） | 派台歌曲成績（五台） | 派台歌曲成績（五台）                                                   |
| -------------------- | -------------------- | -------------------- | -------------------- | -------------------- | -------------------- | -------------------- | ---------------------------------------------------------------------- |
| 唱片                 | 歌曲                 | 903                  | RTHK                 | 997                  | TVB                  | ViuTV                | 備註                                                                   |
| 2023年               |                      |                      |                      |                      |                      |                      |                                                                        |
|                      | 倆忘煙水裡           | ×                    | ×                    | ×                    | -                    | ×                    | 與羅啟豪合唱 翻唱關正傑、關菊英歌曲 無綫外購劇《天龍八部》香港版片尾曲 |
| 2024年               |                      |                      |                      |                      |                      |                      |                                                                        |
|                      | 心竅                 | ×                    | ×                    | ×                    | 10                   | ×                    | 翻唱馬浚偉歌曲                                                         |
|                      | 無界                 | -                    | -                    | -                    | -                    | ×                    | 與TVB群星合唱 TVB 2024巴黎奧運主題曲                                   |
|                      | 再找一天忘記你       | -                    | -                    | -                    | 16                   | ×                    | 跨年上榜 新城國語力排行榜：3                                           |

| 各台冠軍歌總數（五台） | 各台冠軍歌總數（五台） | 各台冠軍歌總數（五台） | 各台冠軍歌總數（五台） | 各台冠軍歌總數（五台） | 各台冠軍歌總數（五台） |
| ---------------------- | ---------------------- | ---------------------- | ---------------------- | ---------------------- | ---------------------- |
| 903                    | RTHK                   | 997                    | TVB                    | ViuTV                  | 備註                   |
| 0                      | 0                      | 0                      | 0                      | 0                      | 五台冠軍歌總數：0      |

- （*）上榜中
- （-）未能上榜
- （×）沒有派往該台
- （(1)）兩週冠軍

## 演出作品

### 電視節目（TVB）
| 年份   | 節目名稱                               | 備註 |
| 2022年 | 中年好聲音                             | 參賽者 |
| 2023年 | 中年好聲音紅白大戰                     | |
| 2023年 | 我和媽咪有個約會                       | |
| 2023年 | 中年好聲音夢想成真演唱會               | |
| 2023年 | 萬眾同心公益金                         | |
| 2023年 | 獎門人I Love爸爸感謝祭                 | |
| 2023年 | 思家大戰 第3季                         | 第50集 |
| 2023年 | 明愛暖萬心                             | |
| 2023年 | 大笪地唱不停                           | |
| 2023年 | 奇蹟小店                               | 第9集 |
| 2023年 | TVB繼續創新節目巡禮2024                | |
| 2023年 | 善心滿載仁愛堂                         | |
| 2023年 | 萬千星輝賀台慶                         | |
| 2023年 | 共建美好社區大匯演                     | 香港7間電子傳媒合辦                                                                                         |
| 2023年 | 歡樂滿東華2023                         | |
| 2023年 | 福佑香江 同心邁向2024                  | |
| 2024年 | 萬千星輝頒獎典禮2023                   | |
| 2024年 | 中年好聲音2                            | 第18-19集《中一生助陣人生之歌！爭入十四強！》 第25集《八強戰！霑叔金曲永垂不朽！》 (「中一生」獻唱致敬金庸) |
| 2024年 | 除夕倒數迎金龍                         | |
| 2024年 | 龍舞雲祥年初一                         | |
| 2024年 | 中年好聲音2 登峯之戰                   | 頒獎嘉賓 |
| 2024年 | 永遠在乎鄧麗君                         | |
| 2024年 | 2024 TVB年中節目巡禮                   | |
| 2024年 | 萬眾同心公益金                         | |
| 2024年 | 明愛暖萬心                             | |
| 2024年 | 校園好聲音 - 唱響中國                  | 導師 |
| 2024年 | 星光熠熠耀保良                         | |
| 2024年 | 中年好聲音3                            | 第7集《香港賽區一百強盲選》開場表演嘉賓 第11-14集《60強拚盡無悔》 音樂字典示範                              |
| 2024年 | 萬千星輝賀台慶                         | |
| 2025年 | 喜迎金蛇慶豐年                         | |
| 2025年 | 乙巳年吉星高照年初一                   | |
| 2025年 | 2025客家春晚．粵港澳大灣區（香港）之夜 | |
| 2025年 | 中年好聲音3                            | 第27-28集《中1》、《中2》生助力賽                                                                           |
| 2025年 | 中年好聲音321 經典大戰                 | |
| 2025年 | 萬眾同心公益金                         | |

### 演唱會/其他活動
| 年份   | 演唱會/活動名稱                                                        | 地點                                       | 性質                            |
| 2019年 | A date with Miranda 佳佳有約                                           | 上環文娛中心劇院                           | 個人演唱會                      |
| 2022年 | 《中年好聲音》「聖誕「聲」Sing齊送暖」(TVB宣傳活動)                    | 荃新天地1期                                | 中年好聲音參賽者                |
| 2023年 | 肥媽面對面演唱會2023                                                   | 香港體育館                                 | 表演嘉賓                        |
| 2023年 | 《中年好聲音》「夢想成真演唱會」記者招待會 (TVB宣傳活動)               | 荃新天地2期                                | 中年好聲音26強選手              |
| 2023年 | 《中年好聲音》「復活節Busking派對」 (TVB宣傳活動)                      | 尖沙咀The ONE                              | 中年好聲音參賽者                |
| 2023年 | myTV SUPER 7周年慶祝活動 《7彩繽紛 全力創新》 (TVB宣傳活動)            | 荃新天地2期                                | 中年好聲音7強選手               |
| 2023年 | 將軍澳中心 x 中年好聲音『夢想加場發佈會』 (TVB宣傳活動)                | 將軍澳中心                                 | 中年好聲音12強選手              |
| 2023年 | 中年好聲音夢想成真演唱會                                               | 九龍灣國際展貿中心匯星Star Hall            | 演出歌手                        |
| 2023年 | 香港標準及檢定中心 及 香港認証中心 2023 證書頒授儀式 暨 產品安全嘉年華 | 荃新天地                                   | 安全大使                        |
| 2023年 | 鄉情聚香江邁向新征程—慶祝香港回歸祖國26周年家鄉市集嘉年華              | 維多利亞公園                               | 表演嘉賓                        |
| 2023年 | 香港共慶回歸賽馬日                                                     | 沙田馬場                                   | 表演嘉賓                        |
| 2023年 | 建造業魯班服務月2023—C I C×H K C A愛心魯班飯啟動禮                     | 香港中華基督教青年會新界會所               | 表演嘉賓                        |
| 2023年 | 荃城慶回歸-懷舊金曲音樂會                                              | 荃灣大會堂                                 | 表演嘉賓                        |
| 2023年 | An Evening with Whitney...The Hologram Concert                         | 九龍灣國際展貿中心匯星Star Hall            | 開場嘉賓                        |
| 2023年 | 情牽煇黃經典演唱會                                                     | 香港體育館                                 | 表演嘉賓                        |
| 2023年 | 百老匯文創美食節                                                       | 澳門百老匯                                 | 表演嘉賓                        |
| 2023年 | 慶祝國慶74周年文藝晚會                                                 | 屯門大會堂                                 | 表演嘉賓                        |
| 2023年 | 香兒邁向55周年「友共情」音樂會系列—虛心向許冠傑致敬                    | 香港文化中心音樂廳                         | 演出嘉賓                        |
| 2023年 | 關愛長者好聲音慈善音樂會                                               | 深水埗體育館主場                           | 壓軸嘉賓                        |
| 2023年 | 2000 靚歌再重聚                                                        | RTHK                                       | 演唱嘉賓                        |
| 2023年 | 區瑞強50．50經典演唱會2023                                             | 伊利沙伯體育館                             | 表演嘉賓                        |
| 2024年 | 公益金五十五周年百萬行                                                 |                                            |                                 |
| 2024年 | Next Step Stephanie Che 2024 車婉婉音樂會                              | 胡李名靜體育館                             | 表演嘉賓                        |
| 2024年 | 歡樂滿東華2023頒獎晚會                                                 |                                            | 表演嘉賓                        |
| 2024年 | 好聲音海上浪漫之夜                                                     |                                            | 演出歌手                        |
| 2024年 | 金龍迎春喜聚香港 (總台文創、中國書法大廈、TVB聯合舉辦)                 | 黃大仙廣場                                 | 表演嘉賓                        |
| 2024年 | 2024國泰新春國際匯演之夜                                               | 尖沙咀                                     | 演出歌手                        |
| 2024年 | 第四十七屆中僑星輝夜                                                   | 溫哥華 Westin Bayshore Hotel               | 表演嘉賓                        |
| 2024年 | 中年好聲音音樂會                                                       | 多倫多 Oriental Centre                     | 表演嘉賓                        |
| 2024年 | 2024 香港閱讀+                                                         | 沙田新城市廣場                             | 表演嘉賓                        |
| 2024年 | 中年好聲音璀璨夜                                                       | 澳門永利皇宮                               | 演出歌手                        |
| 2024年 | 一班好聲音「十」力無限演唱會                                           | 麥花臣場館                                 | 演出歌手                        |
| 2024年 | 葉振棠80告別樂壇演唱會                                                 | 香港體育館                                 | 表演嘉賓                        |
| 2024年 | 香港共慶回歸賽馬日                                                     | 沙田馬場                                   | 表演嘉賓                        |
| 2024年 | 靈魂之Sing歌唱比賽2024                                                 | 伊利沙伯體育館                             | 評判 (佳佳工作室)               |
| 2024年 | 荃城齊撐運動員 (TVB宣傳活動)                                           | 荃新天地                                   |                                 |
| 2024年 | 藝萃流芳文藝晚會                                                       | 荃灣大會堂                                 | 特別嘉賓                        |
| 2024年 | 第八屆香港義工聯盟傑出義工嘉許禮                                       | 伊利沙伯體育館                             | 演唱嘉賓                        |
| 2024年 | 花好月圓迎中秋                                                         | 青衣體育會球場                             | 表演嘉賓                        |
| 2024年 | 我們的歌王歌后挑戰賽2024                                               | 上環文娛中心演講廳                         | 評判 (佳佳工作室)               |
| 2024年 | 國慶賽馬日                                                             | 沙田馬場                                   | 表演嘉賓                        |
| 2024年 | 好聲音海上浪漫之夜2024                                                 |                                            | 演出歌手                        |
| 2024年 | 林寶堅尼車主會呈獻 唱頌香江60載慈善音樂會                              | 西九文化區戲曲中心大劇院                   | 表演嘉賓                        |
| 2024年 | 2024首屆白酒國際調酒大賽暨中國澳門蓮花杯調酒大賽                       | 澳門上葡京                                 | 表演嘉賓                        |
| 2024年 | AMG 安柏 · 路向花轆 LOOK 聖誕慈善音樂嘉年華                            | 旺角希爾頓花園酒店                         | 演出歌手兼活動大使              |
| 2024年 | 綠惜生活嘉年華                                                         | 將軍澳海天晉滙                             | 演出歌手兼活動大使              |
| 2025年 | Mikiki X TMG 新歌發佈會                                                | Mikiki                                     | 演出歌手                        |
| 2025年 | Date with Mirandalee【藝穗節25】爵士音樂會                             | 藝穗會奶庫                                 | 演出歌手                        |
| 2025年 | 東華三院155周年 好聲音慈善音樂會                                       | 麥花臣場館                                 | 表演嘉賓                        |
| 2025年 | 周吉佩《延續 • 第三人生演唱會》 澳門站                                 | 澳門葡京人H853娛樂館                       | 中一生表演嘉賓                  |
| 2025年 | 《Date with Miranda Lee 佳佳有約演唱會》記者會                         | 藝穗會奶庫                                 | 歌手                            |
| 2025年 | 2000 靚歌再重聚 (3月2日及6月8日)                                       | RTHK                                       | 演唱嘉賓                        |
| 2025年 | 慶祝三八婦女節全港烹飪大賽2025                                         | 尖沙咀會堂                                 | 表演嘉賓及參賽單位 (佳佳工作室) |
| 2025年 | TVB偶像全接觸 記者會及簽名會 (多倫多)                                  | 多倫多萬錦廣場                             | 出席歌手                        |
| 2025年 | 魅力凝聚新時代 (多倫多)                                                | 多倫多中華文化中心                         | 演出歌手                        |
| 2025年 | TVB偶像全接觸 記者會及簽名會 (溫哥華)                                  | 溫哥華列治文時代坊                         | 出席歌手                        |
| 2025年 | 魅力凝聚新時代 (溫哥華)                                                | 溫哥華 River Rock Show Theatre             | 演出歌手                        |
| 2025年 | 中年好聲音Power Of Live 2025 演唱會                                    | 洛杉磯 The Commerce Casino & Hotel         | 演出歌手                        |
| 2025年 | Date with Miranda Lee 佳佳有約                                         | 西九文化區自由空間大盒                     | 個人演唱會                      |
| 2025年 | 「中年好聲音3登峯之戰總決賽」門票頒發活動                              | HomeSquare「軒琴居」及德福廣場「永安旅遊」 | 頒獎嘉賓                        |
| 2025年 | 中年好聲音3 登峯之戰                                                   | 啟德體育園 - 體藝館                        | 暖場嘉賓                        |
| 2025年 | 萬眾同心公益金之「保境安民為公益」綜藝大滙演                           | 啟德體育園 - 體藝館                        | 表演嘉賓                        |
| 2025年 | 工聯新聲歌唱大賽                                                       | 工人俱樂部禮堂                             | 嘉賓評審 (佳佳工作室)           |
| 2025年 | Albert & Vincie 兩把靚聲再重聚演唱會2025                               | 香港大會堂音樂廳                           | 表演嘉賓                        |
| 2025年 | 屯門區慶祝香港特別行政區成立28周年綜藝晚會                             | 屯門大會堂演奏廳                           | 表演嘉賓                        |

## 獎項
- 2017年： 《第十三屆「星河匯聚」全港業餘流行曲歌唱大賽》  總冠軍
- 2018年： HONGKONG SINGER CHANNEL 《我們的歌王歌后挑戰賽終極一戰 - 那英組》冠軍
- 2018年： HONGKONG SINGER CHANNEL《我們的歌王歌后挑戰賽終極一戰 - 鄭秀文組》冠軍
- 2018年： HONGKONG SINGER CHANNEL《我們的歌王歌后挑戰賽終極一戰》全場總冠軍
- 2023年：TVB《中年好聲音》 亞軍 [58]
- 2024年：TVB《萬千星輝頒獎典禮2023》《中年好聲音》最佳綜藝節目 [14]

## 外部連結
- 李佳的Facebook專頁
- 李佳的Instagram帳戶